# إد ويليامسون (لاعب اتحاد الرغبي)
إد ويليامسون (بالإنجليزية: Ed Williamson)‏ هو لاعب اتحاد الرغبي بريطاني، ولد في 31 مارس 1984 في تيسايد ‏ في المملكة المتحدة.